# Natura 2000-område nr. 18 Rold Skov, Lindenborg Ådal og Madum Sø
Natura 2000-område nr. 18 Rold Skov, Lindenborg Ådal og Madum Sø er en naturplan under det fælleseuropæiske Natura 2000-projekt. Planområdet Rold Skov, og den øvre og mellemste del af Lindenborg Ådal og Madum Sø, har et areal på 8.748 hektar, og er udpeget som EU-habitatområde, og det rummer to fuglebeskyttelsesområder (F3: Madum Sø på 254 ha og F4: Rold Skov på 7.424 ha). 1.624 ha af arealet omfattet af naturbeskyttelseslovens § 3. Der er 1.262 ha løvskov og 4.874 ha nåleskov. En del af naturplanområdet er fredet; I 2005 blev 1.028 hektar af Rold Skov og Gravlevdalen fredet . Ved Store Blåkilde blev 11 ha fredet i 1951, og ved
Madum Sø og Langmosen øst for Rold Skov blev 402 ha fredet i 1951 og 1986 . Desuden en række mindre fredninger: Enebærstykket, Fræer Purker, Skrænter ved Skindbjerg  og Skindbjerglund .
Rold skov er landets næststørste skovkompleks med især rødgranplantager, men også med store, gamle forekomster af bøgeskov, samt store rene søer som Madum Sø og Store Økssø; I den nordvestlige del af området ligger den gendannede Gravlev Sø . Habitatområdet rummer udover Lindenborg å, de øverste dele af Villestrup Å og Sønderup Å.
I 2018 blev der udpeget to områder i Rold Skov til urørt skov. Et  område i den nordlige del af skoven er beliggende ved den store Lindenborg Ådal i Nørreskov, og omfatter både  markante skrænter og de tilstødende skovarealer. Det sydlige område er beliggende midt i  det kuperede bakkelandskab i Fælles Skov nordvest for Store Økssø. Samlet udgør de to områder  med ny urørt skov i Rold Skov 297 hektar. Ved Skindbjerglund blev samtidig 42 hektar udpeget til urørt løvskov.

## Udpegningsgrundlaget for Fuglebeskyttelsesområde F3
- Isfugl (Y)
- Sortspætte (Y)

## Udpegningsgrundlag for Fuglebeskyttelsesområde F4
- Hvepsevåge (Y)
- Stor hornugle (Y)
- Isfugl (Y)
- Sortspætte (Y)
- Hedelærke (Y)
- Rødrygget Tornskade (Y)

(T) markerer trækfugle, (Y) ynglefugle
Området ligger i Rebild Kommune, Aalborg Kommune og Mariagerfjord Kommune.
Natura 2000-planen er vedtaget i 2011, hvorefter kommunalbestyrelserne
og Naturstyrelsen skal udarbejde bindende handleplaner, som skal sikre
gennemførelsen af planen. Planen videreføres og videreudvikles i anden planperiode 2016-21.
Natura 2000-planen er koordineret med vandplanen 1.2 Limfjorden.